# Jean-Louis Levasseur
Jean-Louis Levasseur,  aussi connu sous le nom de Louis Levasseur (né le 16 juin 1949 à Rouyn-Noranda, Québec, Canada) est un joueur canadien de hockey sur glace. Il évoluait au poste de gardien de but.

## Carrière
Levasseur se fait d’abord remarquer en 1972-1973 alors qu’il joue avec les Terriers d’Orillia de l’Ontario Hockey Association Senior A. Alors âgé de 23 ans, il aide son club  à remporter le championnat de la ligue ainsi que la Coupe Allan. 
Les Fighting Saints du Minnesota, de l’Association mondiale de hockey, lui offrent un contrat professionnel en septembre 1974 et l’assigne à leur club-école, les Jets de Johnstown de la North American Hockey League. Cette équipe compte alors dans ses rangs David Hanson ainsi que les frères Carlson (Steve, Jack et Jeff). Le club remporte le championnat de la ligue dès la première saison de Levasseur et inspire une spectatrice qui assiste aux matchs. En effet, Nancy Dowd, la sœur de Ned Dowd, un joueur des Jets, écrit un scénario de film lors de cette saison 1974-1975. Ses personnages sont fortement inspirés de la réalité, du club de Johnstown et de ses joueurs. L’œuvre de Dowd plaît à Hollywood et George Roy Hill tourne le film La Castagne (Slap Shot) avec Paul Newman l’année suivante. Le personnage du gardien de but, Denis Lemieux, est possiblement inspiré de Jean-Louis Levasseur. Quoi qu’il en soit, avant même la sortie du film, Levasseur est rappelé par les Fighting Saints. Il joue au Minnesota jusqu’en janvier 1977 avant d’être échangé aux Oilers d’Edmonton. Puis, en septembre de la même année, il est de nouveau échangé et passe aux Whalers de la Nouvelle-Angleterre. Lors des séries de la Coupe Avco de 1978, il mène au chapitre des victoires chez les gardiens de but avec 8, mais son club s’incline en finale 4 parties à 0 contre les Jets de Winnipeg. La saison 1978-1979 est plutôt décevante, il s’aligne avec 3 équipes différentes et accorde 8 buts lors de son seul match en séries éliminatoires avec les Nordiques de Québec.
La chance sourit finalement à Levasseur l’automne suivant. Il signe son premier contrat de la Ligue nationale de hockey avec les North Stars du Minnesota le 2 octobre 1979. Il est rappelé par le club en février 1980 pour une partie, mais subit une défaite 7-5 face aux Red Wings de Détroit. Il n’obtient aucun autre match dans la Ligue nationale et, un an plus tard, il prend sa retraite du hockey professionnel.                

## Statistiques
| Saison     | Équipe                            | Ligue      |    | Saison régulière | Saison régulière | Saison régulière | Saison régulière | Saison régulière | Saison régulière | Saison régulière | Saison régulière | Saison régulière | Saison régulière |   | Séries éliminatoires | Séries éliminatoires | Séries éliminatoires | Séries éliminatoires | Séries éliminatoires | Séries éliminatoires | Séries éliminatoires | Séries éliminatoires | Séries éliminatoires |
| Saison     | Équipe                            | Ligue      | PJ | V                | D                | Pr/N             | Min              | BC               | Moy              | % Arr            | Bl               | Pun              | PJ               | V | D                    | Min                  | BC                   | Moy                  | % Arr                | Bl                   | Pun                  |                      |                      |
| 1968-1969  | Dixie Flyers de Nashville         | EHL        | 2  | 1                | 1                | 0                | 120              | 7                | 3,5              | 9090             | 0                | 0                | -                | - | -                    | -                    | -                    | -                    | -                    | -                    | -                    |                      |                      |
| 1972-1973  | Terriers d'Orillia                | OHASr      | 35 |                  |                  |                  | 0                |                  |                  | 0                |                  | 4                | -                | - | -                    | -                    | -                    | -                    | -                    | -                    | -                    |                      |                      |
| 1972-1973  | Oilers de Tulsa                   | LCH        | 4  |                  |                  |                  | 169              | 13               | 4,62             | 0                | 1                | 4                | -                | - | -                    | -                    | -                    | -                    | -                    | -                    | -                    |                      |                      |
| 1973-1974  | Terriers d'Orillia                | OHASr      | 14 |                  |                  |                  | 0                |                  |                  | 0                |                  | 7                | -                | - | -                    | -                    | -                    | -                    | -                    | -                    | -                    |                      |                      |
| 1974-1975  | Jets de Johnstown                 | NAHL       | 26 | 12               | 10               | 2                | 1 504            | 79               | 3,15             | 0                | 1                | 12               | 12               | 2 | 4                    |                      |                      | 2,66                 |                      | 0                    | 0                    |                      |                      |
| 1974-1975  | Indians de Springfield            | LAH        | 1  |                  |                  |                  | 0                |                  |                  | 0                |                  | 0                | -                | - | -                    | -                    | -                    | -                    | -                    | -                    | -                    |                      |                      |
| 1975-1976  | Jets de Johnstown                 | NAHL       | 30 | 22               | 7                | 1                | 1 757            | 89               | 3,04             | 0                | 1                | 41               | 5                |   |                      |                      |                      | 4,32                 |                      | 0                    | 4                    |                      |                      |
| 1975-1976  | Fighting Saints du Minnesota      | AMH        | 4  | 2                | 1                | 0                | 193              | 10               | 3,11             | 88,5             | 0                | 0                | -                | - | -                    | -                    | -                    | -                    | -                    | -                    | -                    |                      |                      |
| 1976-1977  | Fighting Saints du Minnesota      | AMH        | 30 | 15               | 11               | 2                | 1 715            | 78               | 2,73             | 92               | 2                | 2                | -                | - | -                    | -                    | -                    | -                    | -                    | -                    | -                    |                      |                      |
| 1976-1977  | Oilers d'Edmonton                 | AMH        | 21 | 6                | 12               | 3                | 1 213            | 88               | 4,35             | 86,6             | 0                | 0                | 2                | 0 | 2                    |                      |                      | 4,51                 |                      | 0                    | 2                    |                      |                      |
| 1977-1978  | Whalers de la Nouvelle-Angleterre | AMH        | 27 | 14               | 11               | 2                | 1 655            | 91               | 3,3              | 88,6             | 3                | 2                | 12               | 8 | 4                    |                      |                      | 2,59                 |                      | 0                    | 2                    |                      |                      |
| 1978-1979  | Dusters de Broome                 | LAH        | 25 | 10               | 12               | 2                | 1 463            | 92               | 3,77             | 88               | 0                | 38               | -                | - | -                    | -                    | -                    | -                    | -                    | -                    | -                    |                      |                      |
| 1978-1979  | Indians de Springfield            | LAH        | 9  | 4                | 3                | 0                | 480              | 30               | 3,75             | 87               | 0                | 2                | -                | - | -                    | -                    | -                    | -                    | -                    | -                    | -                    |                      |                      |
| 1978-1979  | Nordiques de Québec               | AMH        | 3  | 0                | 1                | 1                | 140              | 14               | 6                | 83,5             | 0                | 0                | 1                | 0 | 1                    |                      |                      | 8,14                 |                      | 0                    | 2                    |                      |                      |
| 1979-1980  | Stars d'Oklahoma City             | LCH        | 37 | 19               | 14               | 3                | 2 224            | 107              | 2,89             | 89,4             | 4                | 18               | -                | - | -                    | -                    | -                    | -                    | -                    | -                    | -                    |                      |                      |
| 1979-1980  | North Stars du Minnesota          | LNH        | 1  | 0                | 1                | 0                | 60               | 7                | 7                | 80,6             | 0                | 0                | -                | - | -                    | -                    | -                    | -                    | -                    | -                    | -                    |                      |                      |
| 1980-1981  | Stars d'Oklahoma City             | LCH        | 21 | 9                | 8                | 1                | 1 120            | 72               | 3,86             | 86,8             | 0                | 10               | -                | - | -                    | -                    | -                    | -                    | -                    | -                    | -                    |                      |                      |
| Totaux LNH | Totaux LNH                        | Totaux LNH | 1  | 0                | 1                | 0                | 0                | 7                | 7                | 80,6             | 0                | 0                | -                | - | -                    | -                    | -                    | -                    | -                    | -                    | -                    |                      |                      |

## Transactions
- Vendu aux Oilers d'Edmonton par les Fighting Saints du Minnesota (avec  Mike Antonovich, Bill Butters, Dave Keon, Jack Carlson, Steve Carlson et John McKenzie) en janvier 1977[4].
- Échangé aux Whalers de la Nouvelle-Angleterre par les Oilers d'Edmonton pour Brett Callighen et Dave Dryden en septembre 1977[4].
- Échangé aux Nordiques de Québec par les Whalers de la Nouvelle-Angleterre pour Warren Miller en septembre 1978[4].